# Kranenburg, Kleve
Kranenburg là một đô thị ở huyện Cleves trong bang Nordrhein-Westfalen, Đức. Đô thị này tọa lạc gần biên giới với Hà Lan, 12 kilômét (7 mi) về phía đông nam của Nijmegen và 11 kilômét (7 mi) về phía tây của Cleves.

## Các khu vực dân cư
- Kranenburg (Kranenburg)
- Nütterden
- Schottheide
- Mehr (Kranenburg)
- Frasselt
- Zyfflich
- Wyler
- Niel (Kranenburg)
- Grafwegen